# Нарасаки Рјо
Нарасаки Рјо (Јап.楢崎龍) (23. јул 1841. – 15. јануар 1906) била је чувена жена Сакамото Рјоме, једног од битних фигура у успостављању Меиџи обнове. У Јапану је чешће називају само Орјо (Јап.お龍).

## Младост
Нарасаки Рјо, познатија и као Орјо, рођена је у Кјоту као најстарије дете доктора Нарасаки Шосакуа и мајке Саде. Орјо је имала још две сестре Митсуе и Кимие, као и млађег брата Таичира.
Захваљујући томе што јој је отац био лекар у једној од царских палата породица је у почетку добро и имућно живела, али доласком адмирала Перија у Јапан долази до отварања граница земље делећи земљу на оне који то подржавају и оне које то оспоравају. Нарасаки Шосаку постаје симпатизер Џои партије (покрет који се залагао за протеривање странаца) и услед политичких превирања бива погубљен у чистки која се у историји назива „Ansei no taigoku“.
Породица упада у сиромаштво а брига о њој пада директно на Рјо као најстаријем детету. Да би преживели врло брзо распродају намештај и одећу коју су поседовали. У једном тренутку усред преваре сестра Митсуе бива продата као проститутка у Осаки па је Орјо морала да прода кимона и прети ножем далеко снажнијим мушкарцима како би ишчупала сестру из невоље.。
Да би прехранила породицу Орјо почиње да ради у гостионици а тамо упознаје Сакамота који ће јој нешто касније постати венчани муж.

## Брак и политика
И Орјо и Сакамото имају у свом имену карактер за змаја (Рјома и Рју) и по неким изворима то је једна од првих ствари које је Сакамото приметио при упознавању. Почетно слово „О“ се додаје у виду поштовања па је често у изворима називају само Орјо.
У својој изјави у новинама „Doyo Shinbun „SenrinoKomagojitsunoHanashi” Орјо је при упознавању стекла утисак o свом мужу као „чудном човекu, другачијем од особа око њега“. С друге стране и Сакамото је био импресионирам њом па је у свом писму сестри Отоме, 9. септембра 1865 (који се чува у Архиву националног музеја Кјота) написао „Заиста једна веома интересантна жена...“
Венчали су се 1. августа 1864. године.
Њихов кратак брак прате силне приче и легенде. Најпознатија прича која прати Орјо јесте она у којој спашава живот свог будућег мужа 1862. године. Док је радила у гостионици Терада у Кјоту, одмарајући се и уживајући у купки, Орјо је чула долазак убица који су планирали да убију Сакамота и његове пријатеље па је зато брзо истрчала из каде и гола протрчала кроз гостионицу упозоравајући на непријатеље. Захваљујући томе Сакамото је избегао смрт са мањим повредама па су се недуго затим и венчали, а будући да су због његових повреда морали да посећују разне природне изворе у Кагошими за које се веровало да имају лековита дејства то путовање данашњи Јапанци сматрају једним од првих „брачних путовања“ тз. меденог месеца, обичаја који је протекао са запада у Јапан.
Уз свога мужа била је активна у политичким питањима током касног периода Токугава Шогуната и новонасталог периода Меиџи обнове. Заједно нису имали деце а 10. децембра 1867. Сакамото бива убијен заједно са својим пријатељем Шинитаром. Орјо недуго после удаје постаје удовица.

## Касније године и смрт
Након Рјоминог убиства, Орјо се преудала за трговца Нишимуру Мацубеа (Јап.|西村松兵衛) и усвојила сестрино дете, које нажалост умире не достигавши одрасло доба. Током каснијих година Орјо почиње да пије и да се одаје алкохолизму. Упркос слави свога мужа, Орјо умире у сиромаштву у 66 години живота.

## Почасти у модерним временима
Орјо има неколико споменика по Јапану. У Кагошими постоји споменик Сакамоту и Орју, где Сакамото стоји а жена Орјо седи и гледа високо ка њему, док сличан споменик постоји и у Киришими, само што уместо у мужа, Орјо гледа ка даљини.
У селу Геисеи, у префектури Кочи, налази се споменик Орјо са њеном сестром.
Астероид „5823 Орјо“ именован је у њену част док је астероид „2835 Рјома“ назван по имену њеног мужа.

## У популарној култури
Едо период и Меиџи обнова је популарна тема у годишњим Таига драмама које већ више од 60 година снима и емитује Јапанска национална телевизија NHK. Таига драме имају за тему историјске догађаје и личности Јапана, а Орјо се појављивала чак у четири:
1. "Tobu ga gotoku"(приказивана 1990. године, њен лик тумачи: Јорико Доугучи)
2. "Shinsengumi" (приказивана 2004. године, њен лик тумачи: : Кумико Асо)
3. "Atsuhime" (приказивана 2008. године, њен лик тумачи: Микако Ичикава)
4. "Ryomaden" (приказивана 2010. године, њен лик тумачи: : Маки Јоко)

Њен лик се појављује и у мангама као и у анимеима где би се обично појављивао и Сакамото Рјома. У комичном серијалу „Гинтама“ Орјо је конобарица у гостионици коју заљубљени Сакамото често посећује али за разлику од правог живота у анимираној серији су његова удварања често одбијена па се Орјо не либи да га ударцем одаљи од себе.